# Astiz
Astitz (Astitz en euskera y de forma oficial) es una localidad española y un concejo de la Comunidad Foral de Navarra perteneciente al municipio de Larráun. 
Está situado en la Merindad de Pamplona, en la comarca de Norte de Aralar, en el valle de Larráun y a 31 km de la capital de la comunidad, Pamplona. Su población en 2014 fue de 35 habitantes (INE), su superficie es de 6,45 km² y su densidad de población de 5,43 hab/km².

## Geografía física

### Situación
La localidad de Astitz está situada en la parte oriental del municipio de Larráun. Su término concejil tiene una superficie de 6,45 km² y limita al norte con los concejos de Alli y Muguiro; al este con los de Arruiz y Goldáraz en el municipio de Imoz; al sur con el de Odériz y al oeste con el de Alli.
|             | Norte: Alli y Muguiro |                                |
| Oeste: Alli |                       | Este: Arruiz y Goldáraz (Imoz) |
|             | Sur: Odériz           |                                |

## Demografía

### Evolución de la población
| Gráfica de evolución demográfica de Astitz entre 2000 y 2010 |
|                                                              |
| Datos según el nomenclátor publicado por el INE.             |